# Richard Imbt
Richard Imbt, né le 26 avril 1900 à Kusel et mort le 10 octobre 1987 à Munich est un homme politique allemand, membre du NSDAP.

## Biographie
De 1932 à 1933, Imbt est membre du Parlement de Bavière. Le 1er mai 1933, il est élu maire de Bad Dürkheim. En tant que maire de Neustadt an der Weinstraße et Gauamtsleiter du Gau Pfalz-Saar, il se présente aux élections du Reichstag le 29 mars 1936. En 1938, il participe à la Nuit de Cristal, supervisant la démolition de la synagogue de Kaiserslautern. En 1940, il devient maire de cette ville. De juillet à octobre 1940, il est maire par intérim de Metz, ville nouvellement annexée au Troisième Reich.

## Sources
- Erich Stockhorst, 5000 Köpfe – Wer war was im Dritten Reich, Kiel, Arndt, 2000.